# Муза (фильм)
«Муза» — кинофильм 1999 года.

## Сюжет
Сценариста из Голливуда Стивена Филлипса покинуло вдохновение. В отчаянии он приходит к своему более успешному другу — Джеку. Джек его сильно удивил: оказывается, в Голливуде давно практикует некая Сара — настоящая муза, решающая как раз такие проблемы. И озадаченный Стивен отправляется к ней, но он не учёл, как объяснит всё это своей жене.

## В ролях
| Актёр          | Роль           |
| -------------- | -------------- |
| Альберт Брукс  | Стивен Филлипс |
| Шэрон Стоун    | Сара           |
| Энди Макдауэлл | Лора Филлипс   |
| Джефф Бриджес  | Джек Уоррик    |